# دان ودلي
دان ودلي (بالإنجليزية: Dan Woodley)‏ هو لاعب هوكي الجليد أمريكي، ولد في 29 ديسمبر 1967 في أوكلاهوما سيتي في الولايات المتحدة.

## وصلات خارجية
- دان ودلي على موقع دوري الهوكي الوطني (الإنجليزية)
- دان ودلي على موقع EliteProspects.com (الإنجليزية)
- دان ودلي على موقع HockeyDB.com (الإنجليزية)
- دان ودلي على موقع Hockey-Reference.com (الإنجليزية)